# Wolfsburger Verkehrs-GmbH
Die Wolfsburger Verkehrs-GmbH (WVG) zählt mit mehr als 15 Millionen Fahrgästen im Jahr zu den größten Verkehrsbetrieben der Region Braunschweig. Sie befördert Personen bis weit über die Stadtgrenzen Wolfsburgs (z. B. nach Braunschweig) hinaus. Die WVG ist ein Tochterunternehmen der Stadtwerke Wolfsburg AG.
Als Mitglied im Verkehrsverbund Region Braunschweig (VRB) wendet die WVG den einheitlichen VRB-Tarif an. Mit nur einer Fahrkarte können Kunden alle Angebote der Verbundpartner in den Landkreisen Gifhorn, Goslar, Helmstedt, Peine und Wolfenbüttel sowie aus den Städten Braunschweig, Salzgitter und Wolfsburg nutzen.
Im Jahr 2019 waren bei der WVG insgesamt rund 270 Menschen beschäftigt.

## Geschichte
In der 1938 gegründeten Stadt des KdF-Wagens – 1945 in Wolfsburg umbenannt – wurden bereits 1939 die Stadtwerke gegründet, sie nahmen 1940 den Linienverkehr mit Omnibussen auf. Die erste Buslinie führte vom Bahnhof mit Umwegen zum Steimker Berg. Auch nach Fallersleben wurde schon früh eine Buslinie eingerichtet. 1944 musste der Busbetrieb kriegsbedingt zunächst wieder eingestellt werden. 1975 gliederten die Stadtwerke Wolfsburg ihren Busverkehr in die Tochtergesellschaft Wolfsburger Verkehrs GmbH aus. Jahrzehntelang befand sich der Betriebshof der Stadtwerke und danach der WVG an der Straße An der Vorburg, erst für den Bau der Designer Outlets Wolfsburg musste er weichen und 2006 an seinen heutigen Standort an der Borsigstraße im Gewerbegebiet Ost umziehen.

## Linien
Aktuell werden folgende Linien betrieben:
- 201: Velstove – Wendschott – Vorsfelde – Teichbreite – Stadtmitte – Westhagen – Mörser Winkel
- 202: Brackstedt – Nordstadt – Stadtmitte – Rabenberg – Detmerode
- 203: Vorsfelde – Reislingen – Stadtmitte – Fallersleben – Sülfeld
- 204: Neuhaus – Reislingen – Stadtmitte – Fallersleben – Ehmen – Mörse
- 211: Hauptbahnhof – Sandkamp – Fallersleben – Hattorf – Heiligendorf
- 212: Gewerbegebiet Vogelsang – Vorsfelde Süd – Gewerbegebiet Ost – Stadtmitte – Mörse – Ehmen
- 213: Laagberg – Klinikum – Stadtmitte – Badeland
- 215: Hauptbahnhof – Nordsteimke – Barnstorf – Heiligendorf – Neindorf
- 216: Hauptbahnhof – Nordsteimke – Hehlingen – Almke – Neindorf
- 218: Hauptbahnhof – Heinenkamp – Hattorf – Beienrode – Flechtorf
- 230: Wolfsburg – Flechtorf – Lehre – Braunschweig
- 231: Groß Brunsrode – Essenrode – Klein Brunsrode – Wolfsburg (nur Schulbuslinie)

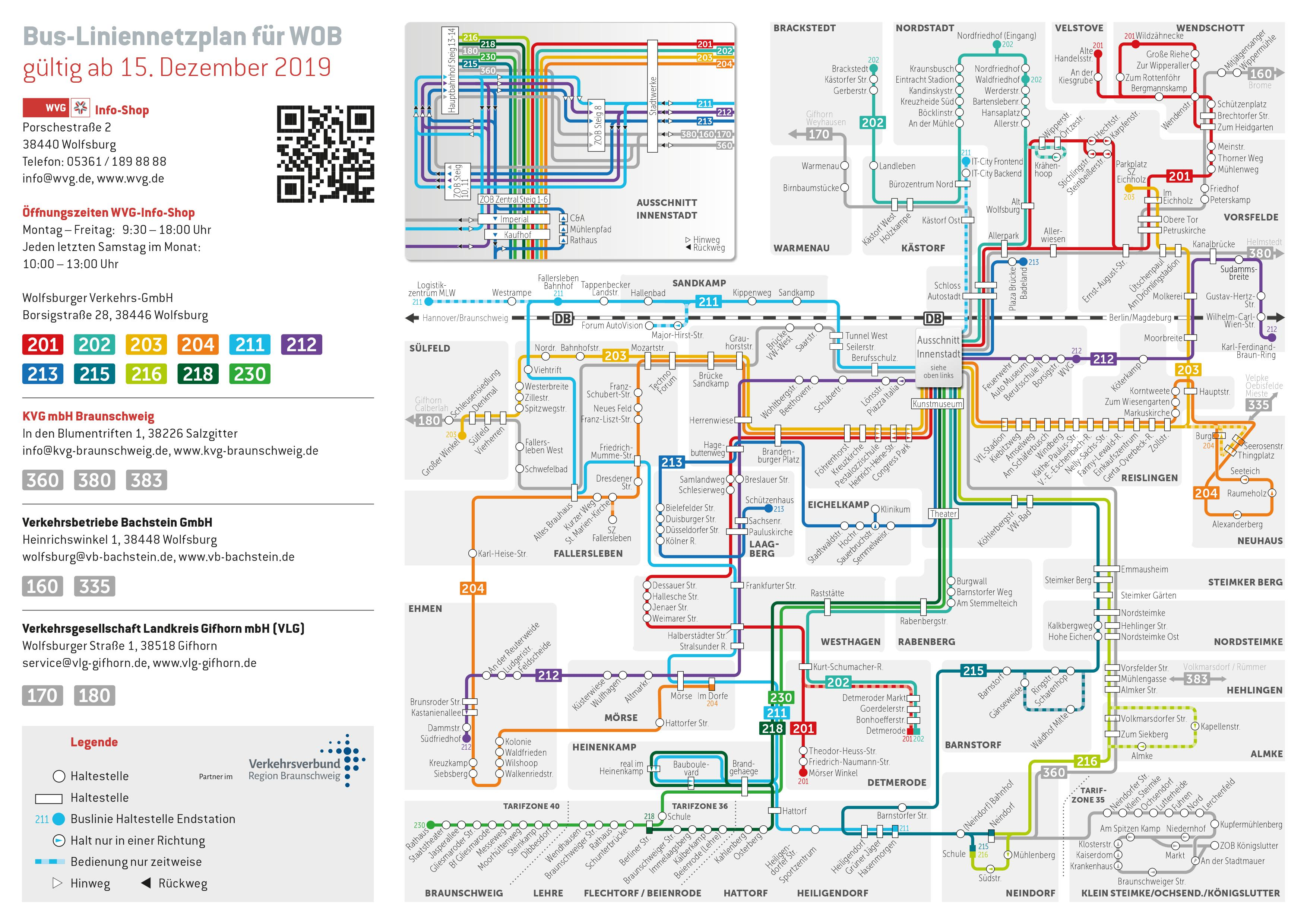
Gesamtliniennetzplan der WVG seit 15. Dez. 2019

Die Linien 201 und 202 fahren in der Hauptverkehrszeit in einem 15-Minuten-Takt. Die Linien 203 und 204 verkehren im 30-Minuten-Takt, wobei sie auf dem Abschnitt Fallersleben – ZOB – Reislingen so abgestimmt sind, dass ein 15-Minuten-Takt entsteht. Alle weiteren Linien verkehren im 30- bis 60-Minuten-Takt. Wolfsburg verfügt über keine Nachtbuslinien. In den Nächten von Freitag auf Samstag und Samstag auf Sonntag kann man einen Anrufbus bei der WVG bestellen.
Außerdem führt die WVG den Berufsverkehr vom und in das Volkswagenwerk durch:
- 261: VW-Werk – Fallersleben – Sülfeld
- 262: VW-Werk – Westhagen – Detmerode – Rabenberg
- 263: VW-Werk – Laagberg – Westhagen – Mörse – Ehmen
- 264: VW-Werk – Nordstadt – Brackstedt – Velstove
- 265: VW-Werk – Teichbreite – Vorsfelde – Wendschott
- 266: VW-Werk – Reislingen – Vorsfelde Süd
- 267: Hauptbahnhof – VW-Werk – Fallersleben – Kerksiek – Ehmen
- 268: VW-Werk – Hattorf – Heiligendorf – Barnstorf – Nordsteimke
- 269: VW-Werk – Nordsteimke – Hehlingen – Almke – Neindorf – Königslutter

Innerhalb des Stadtgebiets können die Linien von allen Fahrgästen genutzt werden. Auf dem Gelände des Volkswagenwerks muss ein Werksausweis mitgeführt werden.
Neben diesen Werkslinien verkehren weitere Linien in das Volkswagenwerk, welche von der Verkehrsgesellschaft Landkreis Gifhorn mbH betrieben werden.